# Naftalene
Il naftalene, commercialmente noto anche come naftalina, è un idrocarburo aromatico biciclico, solido cristallino incolore, dotato di caratteristico odore intenso, avente formula molecolare C10H8.
Secondo una classificazione è il più semplice tra gli idrocarburi policiclici aromatici ma, secondo un'altra, questi ultimi iniziano da quelli triciclici, cioè da antracene e fenantrene.
È contenuto naturalmente nel catrame di carbon fossile ed è l'ingrediente caratteristico delle tradizionali palline antitarme utilizzate negli armadi per proteggere i capi di lana.

## Etimologia

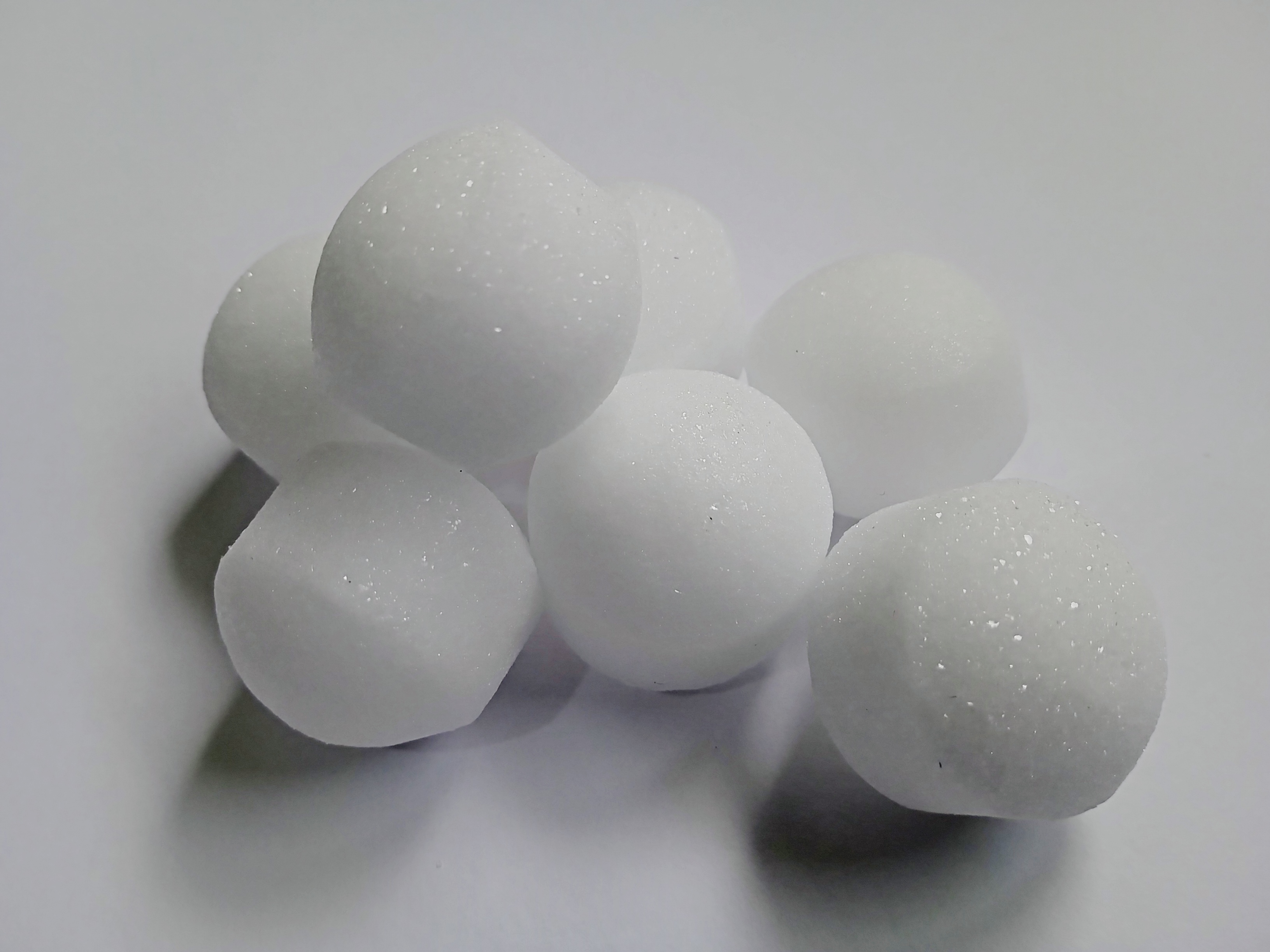
Naftalina sfusa

Il termine «naftalina» viene dal francese naftaline, da nafta e questo dal latino tardo naphtha, a sua volta derivato dal greco νάφθα (nàftha), ricalcato su una radice araba, ebraica, persiana o caldaica «naft-». Questi termini sono riferibili a petrolio, nafta o bitume. Il naftalene è infatti contenuto nel catrame di carbon fossile, dal quale può essere estratto. Al tema «naftal-» del nome francese è stato poi aggiunto «-ene», che è il suffisso generale usato per designare l'insaturazione in alcheni e areni.

## Storia
Agli inizi del 1820 due studi riportarono la descrizione di un solido bianco, caratterizzato da odore pungente e derivato dal catrame di carbone. Nel 1821 John Kidd citò questi due studi e descrisse le proprietà e il metodo di produzione di questa sostanza, proponendo di chiamarla naftalina, in quanto era un derivato di quello che allora rientrava sotto il nome generico di nafta.
La formula chimica del naftalene fu poi determinata da Michael Faraday nel 1826, mentre la sua struttura risultante dalla fusione di due anelli benzenici fu proposta da Emil Erlenmeyer nel 1866, e confermata tre anni più tardi da Carl Gräbe.

## Caratteristiche
A temperatura ambiente è un solido cristallino incolore e volatile: sublima facilmente, originando così un odore intenso e caratteristico, rilevabile già a concentrazioni di 0,08 ppm.  È infiammabile e brucia con fiamma gialla, luminosa e fuligginosa. Poco solubile in acqua, si scioglie abbastanza bene in etanolo (11,3 g/100 g a 25 °C) e ancora meglio nei solventi meno polari, come etere o cloroformio o apolari, come benzene, toluene o solfuro di carbonio.

### Struttura molecolare
Il naftalene è un idrocarburo benzenoide, la sua molecola è planare e comprende due anelli benzenici condensati, che condividono cioè due atomi di carbonio adiacenti (atomi 'teste di ponte'), anelli che contengono complessivamente 5 doppi legami e quindi 10 elettroni π. In tal modo, il naftalene si conforma al criterio di aromaticità di Hückel dei 4n+2 elettroni π, con n = 2. Il criterio è strettamente valido solo per sistemi monociclici, ma l'aromaticità del naftalene è comunque assodata da evidenze sperimentali.
La sua molecola è un ibrido di risonanza di 3 forme limite (strutture di Kekulé), 2 delle quali tra loro equivalenti e una terza con un doppio legame tra i carboni a testa di ponte, quindi equamente condiviso tra i due anelli, ma non presente nelle altre due; In maniera simile, anche la molteplicità dei legami nelle posizioni 1-2 e 2-3, ed altri, sono diversamente rappresentate. Questo può già render conto qualitativamente del fatto che, diversamente dal benzene, le lunghezze di legame C−C nel naftalene sono un po' differenti tra loro, come si è dimostrato sperimentalmente da indagini di diffrazione dei raggi X su un monocristallo di naftalene e da indagini di diffrazione elettronica in fase gassosa. Da queste risulta che la simmetria della molecola appartiene al gruppo puntuale D2h, per cui il naftalene ha solo due possibili derivati monosostituiti diversi, quelli in posizione 1- (o α-) e quelli in posizione 2- (o β-).
Di quest'ultima indagine, sono qui di seguito riportati alcuni dati salienti come lunghezze (r) ed angoli di legame (∠):
r(C–H) = 109,2 pm; r(C1–C2) = 138,1 pm; r(C2–C3) = 141,7 pm; r(C8a–C1) = 142,2 pm; r(C8a–C4a) = 141,2 pm;
∠(C4aC8aC1) = 119,5°; ∠(C1C8aC8) = 121,0° (dedotto).
Come si vede, il legame C1−C2 è significativamente più corto di quello del benzene (139,7 pm) ed è più corto di tutti gli altri: il legame C2−C3 e gli altri due simili, compresi tra 141 e 142 pm. I legami C–H hanno lunghezze praticamente normali (109 pm). L'angolo interno C4aC8aC1, inferiore ai 120° teorici per l'ibridazione sp2 degli atomi di carbonio e per la chiusura degli anelli esaatomici planari ed è compensato da quello esterno è appena superiore.

### Reattività
Dal punto di vista chimico la sua aromaticità è minore di quella del benzene: una conseguenza di ciò è che i suoi legami sono di lunghezze diverse. Dal punto di vista chimico il naftalene reagisce con sostanze ossidanti quali il permanganato di potassio per dare l'acido ftalico, oppure in condizioni di ossidazione più blande, per esempio con anidride cromica, un naftochinone. Può essere inoltre ridotto con sodio metallico in ammoniaca liquida e etanolo (condizioni della riduzione di Birch) a dare l'1,4 diidronaftalene.
Inoltre, come il benzene subisce facilmente reazioni di sostituzione elettrofila aromatica, orientate prevalentemente in posizione α (posizione 1), in misura minore la sostituzione può avvenire in β (posizione 2), che è meno reattiva, ma anche meno ingombrata a livello sterico.
Per idrogenazione catalitica viene convertito in decalina (decaidronaftalene), oppure in condizione catalitiche differenti in tetralina (1,2,3,4-tetraidronaftalene).
Per ottenere il prodotto completamente ridotto è noto l'uso di Rh/C o Pt/C come catalizzatore, mentre per il secondo catalizzatori quali Ni o Pd/C in ogni caso a temperatura e pressione elevata.

## Produzione naturale e industriale e usi
Industrialmente si ottiene per distillazione dal catrame, dal carbone e dal petrolio.
In natura tracce di naftalene sono prodotte dalle magnolia e da alcune specie di cervi, oltre che dalle termiti di Formosa (Coptotermes formosanus) probabilmente come repellente contro le formiche, i funghi velenosi e i vermi nematodi.
Oltre all'impiego nell'industria chimica principalmente come materia prima per la sintesi dell'anidride ftalica e di coloranti (Acido H), trova uso domestico anche come insetticida, specialmente contro le tarme. In passato è stato utilizzato come combustibile nel campo automobilistico e ferroviario, ma necessitava di un altro carburante per avviare il motore e portarlo alla temperatura di esercizio di 80 °C per sciogliere la naftalina.
Anche alcune varietà del fungo endofita Muscodor albus producono naftalene assieme ad altri composti organici volatili, mentre il Muscodor vitigenus produce pressoché esclusivamente naftalene.
Tracce di naftalene sono state trovate anche in alcune meteoriti rilevate dalla seguente reazione:
n C10H7-SO3H + n CH2O → SO3H-C10H7-(-CH2-C10H7-SO3H)n + n H2O.

## Precauzioni
L'esposizione eccessiva al naftalene provoca la distruzione dei globuli rossi e produce sintomi di nausea, vomito, diarrea, passaggio di sangue nelle urine e pallore della pelle. È inoltre classificata nel gruppo 2B tra i possibili cancerogeni, secondo l'Agenzia internazionale per la ricerca sul cancro (IARC).